# Bofur
Bofur je izmišljen lik iz fantazijskih del Angleškega pisatelja J.R.R Tolkiena.
Bofur je  bil škrat, ki je spremljal Thorina II. Hrastoščita, Bilba Bisagina in Gandalfa v znanem potovanju, opisanem v Hobitu. Bil je torej član slavne Thorinove druščine, kjer sta bila tudi njegov brat Bifur in bratranec Bombur.
V filmih ga igra James Nesbitt.